# Santuario de María Santísima del Esplendor
El Santuario de María Santísima del Esplendor es un lugar de peregrinación católico situado en el municipio italiano de Giulianova. Se construyó alrededor de la Casa de María Inmaculada, donde los Capuchinos recibieron un terreno de la familia Acquaviva.

## El santuario
La iglesia es en forma de cruz latina, y está decorada con grandes cuadros realizados en 1954 por Alfonso Tentarelli según el proyecto del padre Juan Lerario.

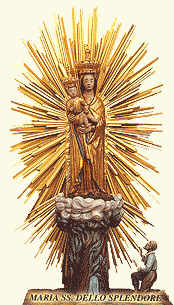
La Virgen del Esplendor

En la sacristía hay una notable pintura de la Virgen y el Niño en la gloria con los santos Pedro, Pablo, Dorotea y Francisco, del siglo XVI, hecha por Paolo Veronese.
El agua milagrosa fue canalizada y recogida en una fuente en los jardines del convento, donde se construyó un pequeño templo con mosaicos del Antiguo y Nuevo Testamento.
La plaza de recepción de los pelegrinos está dominada por una gran estatua de bronce de Cristo con la inscripción EGO SUM VIA VERITAS ET VITA (Yo soy el camino, la verdad y la vida).
Durante los años 1990-2000 los pisos superiores fueron renovados para acomodar el Museo de Arte del Esplendor, y el antiguo lugar donde se almacenaba la leña se convirtió en la biblioteca del convento. A lo largo de la vía Bertolino, una monumental Viacrucis fue erigido en bronce por Ubaldo Ferretti. En 2001, el antiguo órgano fue reemplazado por uno nuevo, debido al factor A. Girotta.

## La Virgen del Esplendor
En la iglesia, hay una estatua de madera de autor desconocido de la Virgen del Esplendor con Jesús hijo que bendice del siglo XV. El 15 de agosto de 1914, una corona de plata dorada, hecha por los artesanos de la familia Migliori, fue colocada en la cabeza de la Virgen. Alrededor de 1950, la estatua fue rodeada por rayos, como símbolo de la luz divina, y colocado sobre un tronco de árbol para recordar el olivo en el cual apareció en 1557.

## Galería fotográfica

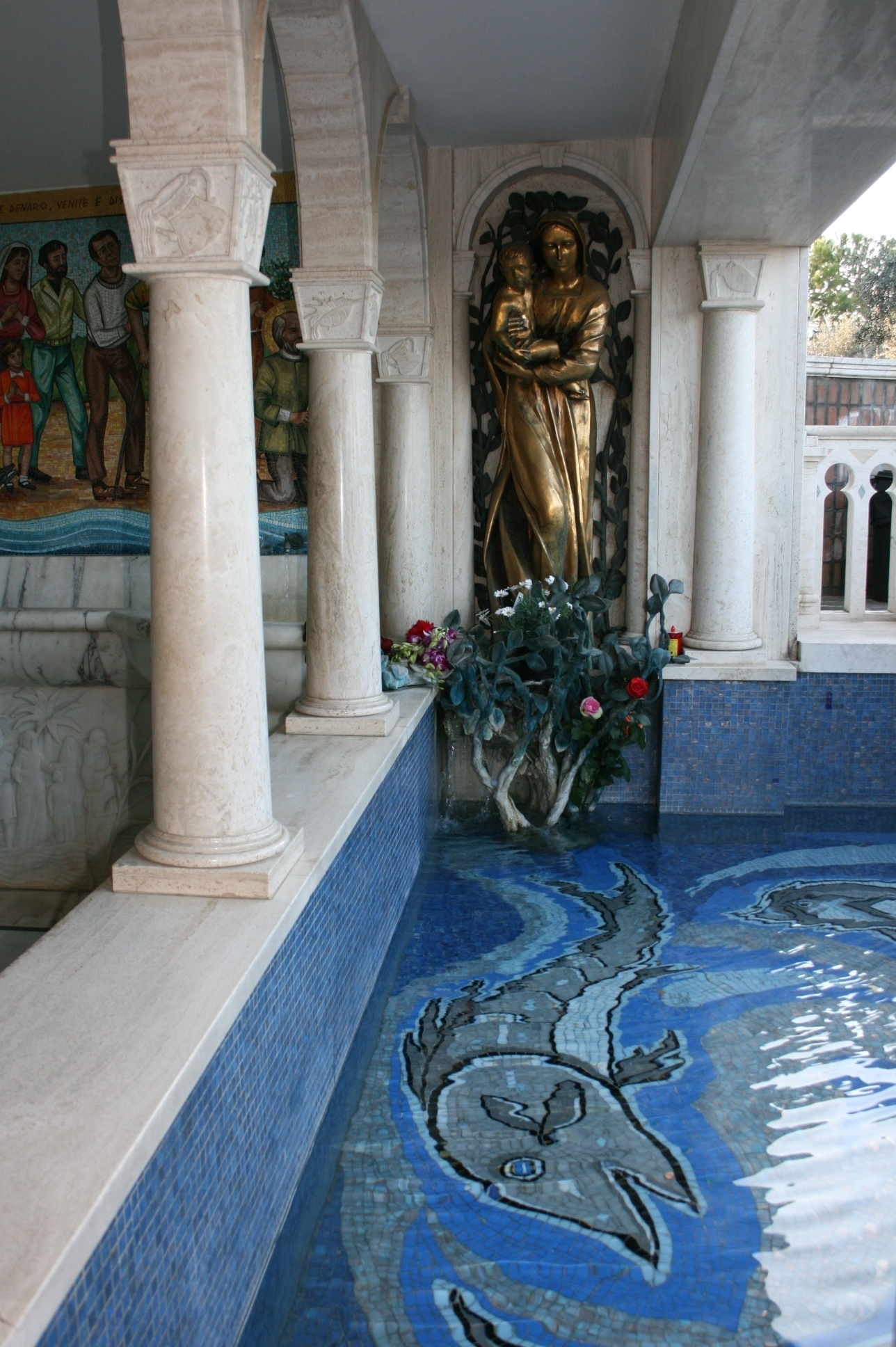
La fuente milagrosa
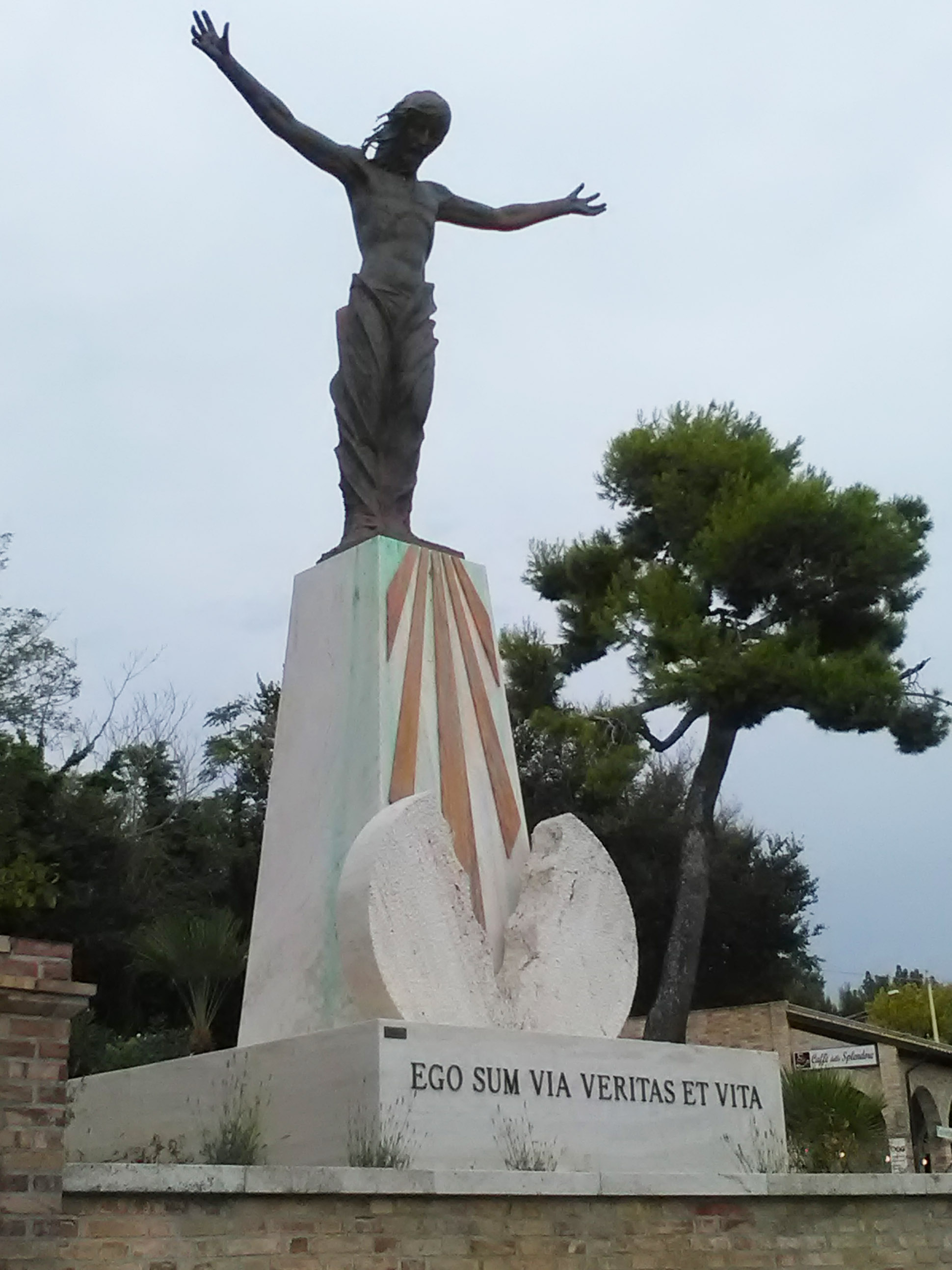
Plaza del santuario
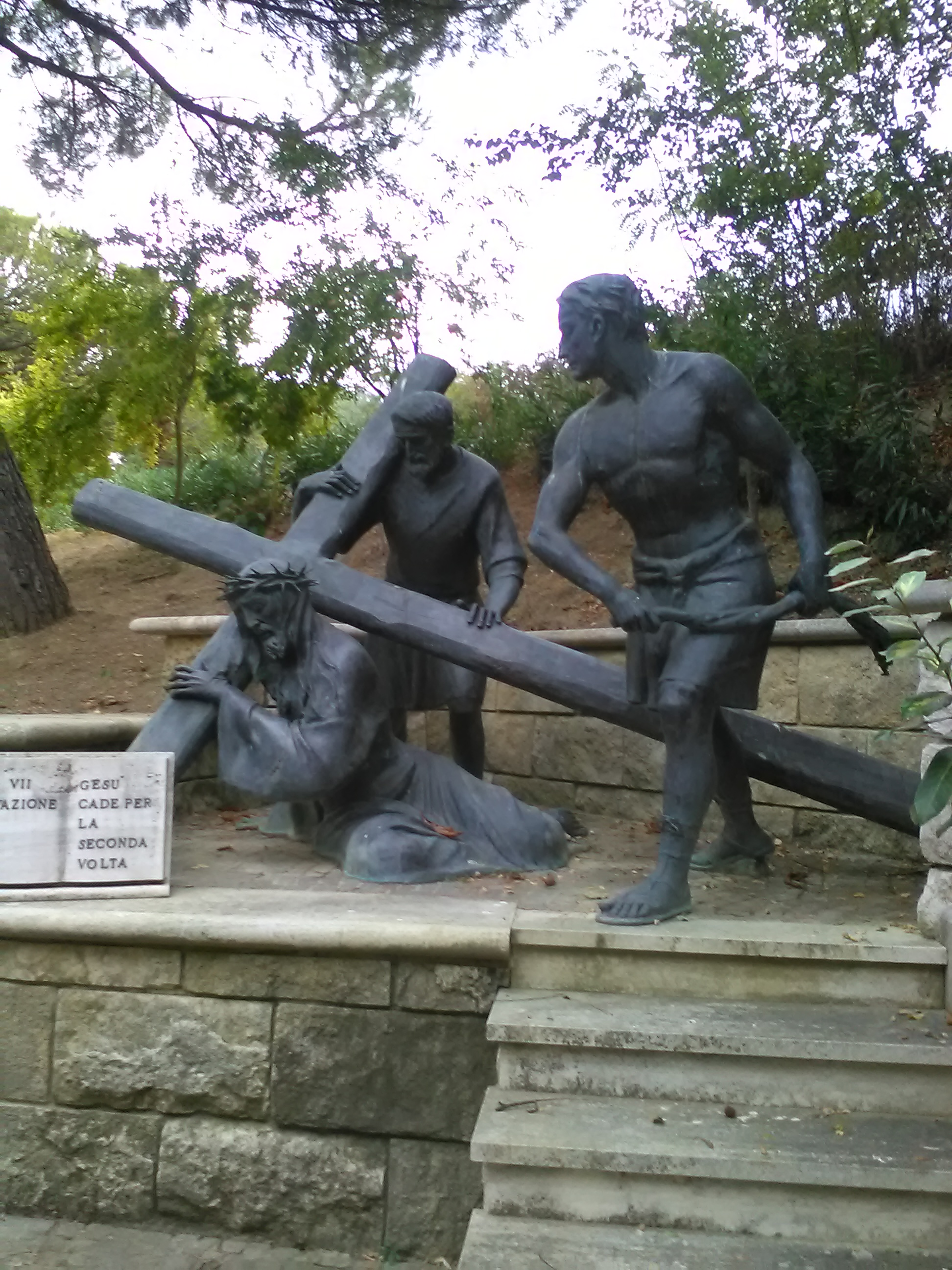
La 7a estación de la Via Crucis
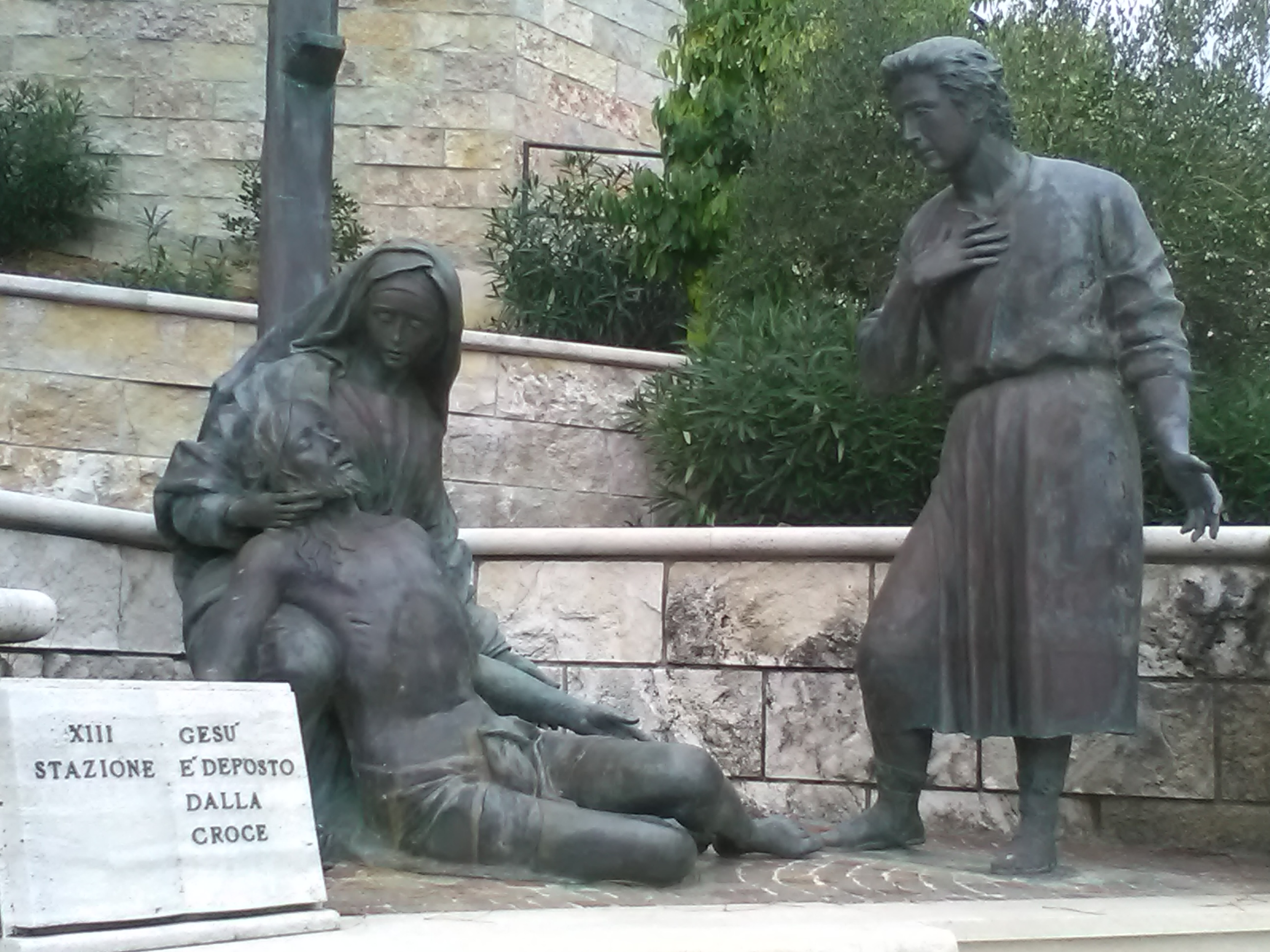
La 13a estación de la Via Crucis